# Henry Mintzberg
 (décembre 2014).
Si vous disposez d'ouvrages ou d'articles de référence ou si vous connaissez des sites web de qualité traitant du thème abordé ici, merci de compléter l'article en donnant les références utiles à sa vérifiabilité et en les liant à la section « Notes et références ».
Henry Mintzberg (né le 2 septembre 1939 à Montréal) est un universitaire canadien, économiste et professeur en sciences de gestion, auteur d'ouvrages de management sur l'emploi du temps des cadres dirigeants, l'efficacité managériale, la structure et la justice sociale des organisations, le pouvoir, la planification stratégique, etc.
Il est titulaire de la chaire Cleghorn à la Faculté de gestion Desautels de l'Université McGill de Montréal, où il enseigne depuis 1968. 
Il fut également professeur d'organisation à l'Institut européen d'administration des affaires (INSEAD) de Fontainebleau, en France.

## Biographie
Après avoir obtenu un diplôme en génie mécanique de l'Université McGill à Montréal en 1961 ainsi qu'un doctorat de la Sloan School of Management du Massachusetts Institute of Technology (MIT) à Boston en 1968, Henry Mintzberg a marqué la recherche en gestion, en management, en organisation et en stratégie.
En management, il s'est appliqué à montrer que l'activité du manager et du dirigeant est plus complexe que ce qu'on croit. Le manager a une activité fragmentée, et c'est à l'aide des relations interpersonnelles qu'il s'informe et agit. 

### Sociologie des organisations
Principal représentant du courant de la sociologie des organisations appelé école de la contingence, Henry Mintzberg est également à l'origine d'une typologie des organisations, qui fait référence. Elle permet en particulier de bien appréhender les phénomènes de pouvoir, d'une part, et la conduite du changement, d'autre part.
Henry Mintzberg a abondamment écrit à propos de la gestion des organisations et des stratégies de gestion, avec plus de 150 articles et 15 livres à son actif. 

### Stratégie d'entreprise
Son ouvrage Grandeur et décadence de la planification stratégique critique les pratiques de la planification stratégique, et est une des lectures conseillées pour toute action à entreprendre au sein d'une organisation. 
Il est membre fondateur et ancien président (1988-1991) de la Strategic Management Society. 

### Management
Henry Mintzberg a publié en 2004 un ouvrage intitulé Managers Not MBAs où il détaille ce qui lui semble ne pas être bon dans l'enseignement du management à l'heure actuelle, notamment dans des établissements d'enseignement aussi prestigieux que la Harvard Business School et la Wharton Business School de l'Université de Pennsylvanie. Il démontre comment l'obsession des chiffres et les tentatives obsessionnelles de faire du management une science exacte peuvent nuire à la gestion. Il suggère également la mise en place d'un nouveau programme de maîtrise, à l'intention des managers en fonction et disposant d'expérience professionnelle, avec des visées pratiques.
Finalement, Henry Mintzberg s'attache à appuyer ses propos de recherches solides. Il en résulte que ses ouvrages sont souvent en décalage avec ce qui se dit communément dans les entreprises et les cercles d'affaires. Mais si les perspectives qu'il développe sont effectivement critiquées, et parfois choquantes pour certains, c'est dans un sens objectif et constructif. C'est en quoi ses aperçus sont particulièrement appréciés par les décideurs qui cherchent à développer un regard neuf sur leur organisation.
Ses ouvrages ont été traduits en douze langues. 

## La coordination
La coordination  est, comme Henri Fayol (1916) l'avait mis en évidence avec son P.O.C.C.C., une des cinq fonctions clés du management, ce qu'avait confirmé Luther Gulick avec son P.O.S.D.C.O.R.B. Reprenant les travaux de Mooney et Reiley (1932), Henry Mintzberg a consacré plusieurs analyses aux types, utilisations et mécanismes à cette fonction.

### Les 5 types de coordinations des hommes et les utilisations plus particulièrement adaptées
Par-delà la distinction, classique depuis Alfred Sloan, entre structure fonctionnelle et structure divisionnelle, les différents types structurels ont été notamment étudiés par Henry Mintzberg, qui en identifie cinqMintzberg   2004 :
1. La structure simple, coordonnée directement par la hiérarchie, particulièrement adaptée aux organisations de petite taille (par exemple : une PME, un petit commerce).
2. La bureaucratie mécaniste, coordonnée par les procédures , particulièrement adaptée aux organisations de grande taille à l'activité standardisée (par exemple : une administration publique, une compagnie aérienne, une banque de dépôt).
3. La structure divisionnalisée, coordonnée par les budgets, particulièrement adaptée aux organisations de grande taille à l'activité hétérogène, intervenant sur différentes lignes de produits ou services, auprès de différents types de clients et/ou sur différentes zones géographiques (par exemple : une entreprise multinationale, un groupe industriel diversifié).
4. La bureaucratie professionnelle, coordonnée par la qualification, particulièrement adaptée aux organisations qui doivent effectuer des tâches très complexes de manière routinière (par exemple : un hôpital, une université, un journal).
5. L'adhocratie, coordonnée par la collaboration, particulièrement adaptée aux structures par projet tournées vers l'innovation (par exemple : la Nasa).

### Les mécanismes de coordination du travail et des tâches
Pour Henry Mintzberg toute activité humaine donne naissance à deux besoins fondamentaux : la division du travail entre différentes tâches et la coordination de ces tâches pour accomplir une activité. Il distingue six mécanismes de coordination :
1. L'ajustement mutuel : La réalisation du travail par le biais d’une communication informelle (par exemple deux ouvriers qui communiquent à l'oral).
2. La supervision directe : La coordination du travail par l’intermédiaire d’une seule personne, qui donne les ordres et instructions à plusieurs autres personnes travaillant en relation.
3. La standardisation des procédés de travail : Elle réalise la coordination en spécifiant les procédés de travail. Ces standards sont habituellement au niveau de la technostructure.
4. La standardisation des résultats : Elle réalise la coordination du travail en spécifiant les résultats des différents types de travail. Les standards sont eux aussi établi par la technostructure.
5. La standardisation des qualifications et du savoir : Elle effectue la coordination des différents types de travail par le biais d’une formation spécifique de celui qui exécute le travail.
6. La standardisation des normes : Une standardisation à travers laquelle les normes dictent le travail dans sa globalité.

## Les parties de la  structure d'une entreprise
Henry Mintzberg distingue six parties de base à l’organisation : 
1. Sommet stratégique : C'est l'organe de direction de l’entreprise où est suspendu le plus haut niveau de décision.
2. Ligne hiérarchique : C’est une hiérarchie d'autorité composée de cadres opérationnels chargés d’animer des équipes de travail directement productives (coordination entre le sommet et le centre opérationnel).
3. Centre opérationnel : Il constitue la base de toute organisation au sein de laquelle on trouve ceux qui effectuent le travail directement productif (acheteurs, assembleurs, commerciaux, expéditeurs, etc).
4. La technostructure : Elle est composée d’analystes et d’experts qui réalisent des activités appelées indirectement productives, ce sont la plupart des cadres fonctionnels.
5. Fonction de soutien logistique : Des unités variées (cafétéria, entretien des locaux, RH, accueil, etc.) assurent des prestations qui ne sont pas liées à l’activité de l'entreprise mais qui sont nécessaires à son bon fonctionnement général.
6. Idéologie des organisations : L’idéologie se fonde sur les traditions, normes, valeurs dominantes et les croyances de l’organisation.

## Les configurations d'entreprises
Henry Mintzberg attire l'attention sur les particularités de différents types d'entreprises. Il parle dans un premier temps de  5 « configurations » pour ensuite en ajouter deux :
1. L'entreprise entrepreneuriale : petite entreprise où le patron s'occupe de tout. Par exemple, un restaurant de quartier.
2. La bureaucratie mécaniste : personnel compétent avec un travail routinier; standardisation des tâches. Par exemple La poste dans sa configuration historique.
3. La bureaucratie professionnelle : standardisation des qualifications; la hiérarchie se fera en fonction des diplômes et des compétences. Par exemple, une clinique privée.
4. La structure divisionnalisée : grosse entreprise composée de différentes organisations, réparties géographiquement ou par produit. Par exemple une chaîne hôtelière internationale.
5. L'adhocratie : personnel hautement formé ou engagé et très flexible. Par exemple une entreprise de jeux vidéo.
6. L'entreprise missionnaire : entreprise au service de grands buts. Une ONG.
7. L’organisation politique, où manipulation et pouvoir sont les objectifs de la plupart du personnel. Par exemple un parti politique.

## La stratégie

### Les 10 écoles de pensée de la stratégie
- L'école de la conception
- L'école de la planification
- L'école du positionnement
- L'école entrepreneuriale
- L'école cognitive
- L'école de l'apprentissage
- L'école du pouvoir
- L'école culturelle
- L'école environnementale
- L'école de la configuration

### Les cinq conceptions de la stratégie
Une stratégie peut être comprise comme : 
- Un plan d'action
- Une prestidigitation (ploy)
- Un patron (pattern)
- Une répétition du passé
- Un point de vue

### Stratégie délibérée et stratégie émergente
Les stratégies délibérées sont le résultat d'une réflexion encadrée par une méthodologie. Les stratégies émergentes, proches de la sérendipité, sont une exploitation de l'imprévu.

## Distinctions et prix
- 1975 - Prix McKinsey pour avoir publié le meilleur article dans la Harvard Business Review
- 1980 - Membre de la Société royale du Canada
- 1987 - Prix McKinsey pour avoir publié le meilleur article dans la Harvard Business Review
- 1996 - Prix Léon-Gérin
- 1997 - Officier de l'Ordre du Canada.
- 1998 - Officier de l'Ordre national du Québec
- 2006 - Prix Molson
- 2006 - Prix Gérard-Parizeau
- Sept universités lui ont décerné un doctorat honoris causa : Venise, Lund, Lausanne, Montréal, Genève, Simon Fraser et l'Institut Mines-Télécom (France)

#### Sites francophones évoquant les théories de Henry Mintzberg
- Sociologie des organisations dans l'Encyclopédie IzyNews
- Web Ntic - Organisation sur phortail.org